# Trondheim Kunstmuseum
Trondheim Kunstmuseum tidligere Trøndelag Kunstgalleri og nogle gange forkortet TKM er et kunstmuseum, der ligger i Trondheim, Norge. Museet udstiller midlertidige udstillinger med international og regional kunst, sammen med museets egen store kunstsamling.
Museet har Norges tredjestørste offentlige kunstsamling med hovedvægt på norsk kunst fra ca. 1850 og frem til i dag. Samlingen indeholder kendte værker som Harald Sohlbergs Natt (Røros kirke) (1904), Georg Jacobsens Haren (1922) og Peder Balkes Nordkapp (1870'erne).
Trondheim Kunstmuseum har to fremvisningssteder, TKM Bispegata som ligger ved Nidarosdomen, og TKM Gråmølna ved Nedre Elvehavn. Hovedbygningen i Bispegata 7 b blev opført i 1930. Trondheim Kunstmuseum blev oprettet i 1997 for at videreføre indsamlings forvaltningen. Bygningens rum er fordelt på to etager og i 2012 blev der ved en renovering blandt andet indstalleret kusntig belysning på anden etage. Samtidig blev museets arkitektoniske form fra 1930 genindført.
Formålsparagrafen til Trondheim Kunstmuseum lyder:
"Trondheim Kunstmuseum har som formål at skabe interesse for og øge kundskab om billedkunst og andre visuelle udtrykksformer. Dette søges opnået ved erhvervelse, bevaring, videnskabelig forskning og formidling, herunder udstilling af forskellige kunstformer. Museet skal være et dokumentations – og kompetancecenter for regionen, dvs. så langt det er mulig at søge at opfange væsentlige nationale og internationale strømninger. Museet vil bidrage med kunstformidling i et nationalt netværk. Trondheim Kunstmuseum skal være en almennyttig institution i samfundets og samfundsudviklingens tjeneste, være modig og have høj kvalitet."

## Historie
Initiativet til en kunstforening i Trondheim blev taget i 1845 af professor I.C. Dahl vi at brev, hvor han opfordrede "dannede Indbyggere af begge Køn i det nordenjeldske Norge til at forene sig ogsaa i Trondhjem og at danne en Kunstforening lig dem, der allerede i flere Aar have bestaaet i Christianina og Bergen, hvoraf Personer udenfor som i disse Byer ere Medlemmer." Om foreningen øjemed siger han, at det skal være: "at vække og udvikle den Kunstsands, der slumrer i saamangen Menneskesjæl, men som Anledninge til jævnlig at beskue dygtige Kunstneres Værker alene kan vække til Bevidsthed og udvikle til Virksomhed." Byens størrelse var på den tid omkring 13.000 indbyggere.
Trondheim Kunstmuseums samling blev oprettet i 1864, og blev kaldt "Det faste galleri", et navn som blev brugt frem til 1973. I den første fase var billederne monteret i Stiftsgården og i Trondhjems Sparebank. I perioden 1891 - 1914 blev en stor del af billederne indkøbt, blandt andet med midler fra Trondhjems Brændevinssamling på 51.000 kroner. Indkøbene skete ofte gennem "konkurranceudstillinger", hvor mange centrale norske kunstnere indsendte deres bidrag. Samlingen øgedes i mellem- og efterkrigstiden og omfatter i dag over 5.000 værker.
Direktøren for Trondheim Kunstmuseum i perioden 1998 - 2010 var Randi Nygaard Lium. Den nuværende direktør Pontus Kyander begyndte sit virke ved museet i oktober 2011. I mellemtiden var Cathrine Hovdahl Vik konstitueret direktør.
20. juli 2012 åbnede udstillingen Sammen, som var den første udstilling, hvor Pontus Kyander har været ansvarlig. Udstillingen fik en god modtagelse, for eksempel skrev Margrete Abelsen for Billedkunst at udstillingen var "engagerende, gennemført og smukke værker, som viser i hvilken retning det er på vej, og det lover godt.» 
I 2012 blev det vist en udstilling med den norske maler Ole Sjølie. Udstillingen fik god omtale, og medførte at kunstneren donerede 15 kunstværker til Trondheim Kunstmuseum.
TKM Gråmølna blev etableret i 2008, med beliggenhed ned til Nedre Elvehavn.
I museets første etage præsenteres skiftende udstillinger med international og regional samtidskunst. På anden etage præsenteres en permanent udstilling med kunstgaver fra Håkon Bleken og Inger Sitter.
Den 1. januar 2009 blev museet en del af Museerne i Sør-Trøndelag AS (MiST). Andre afdelinger i MIST er Ringve Museum, Rockheim, Trøndelag Folkemuseum, Nordenfjeldske Kunstindustrimuseum, Orkla Industrimuseum, Museet Kystens Arv og Kystmuseet i Sør-Trøndelag.